# Campeonato Mundial de Halterofilismo de 2019 - Até 55 kg masculino
A categoria até 55 kg masculino foi um evento do Campeonato Mundial de Halterofilismo de 2019, disputado no Centro Nacional de Treinamento Esportivo Oriental, em Pattaya, na Tailândia, no dia 18 de setembro de 2019. 

## Calendário
Horário local (UTC+7)
| Dia            | Horário | Fase    |
| -------------- | ------- | ------- |
| 18 de setembro | 12:00   | Grupo B |
| 18 de setembro | 17:55   | Grupo A |

## Medalhistas
| Evento    | Ouro              | Ouro   | Prata                      | Prata  | Bronze                  | Bronze |
| --------- | ----------------- | ------ | -------------------------- | ------ | ----------------------- | ------ |
| Arranque  | Om Yun-chol (PRK) | 128 kg | Nguyễn Trần Anh Tuấn (VIE) | 120 kg | Igor Son (KAZ)          | 120 kg |
| Arremesso | Om Yun-chol (PRK) | 166 kg | Hafez Ghashghaei (IRI)     | 149 kg | Mansour Al-Saleem (KSA) | 147 kg |
| Total     | Om Yun-chol (PRK) | 294 kg | Igor Son (KAZ)             | 266 kg | Mansour Al-Saleem (KSA) | 265 kg |

## Recordes
Antes desta competição, o recorde mundial da prova era o seguinte:
| Recorde         | Tipo      | Atleta            | Peso   | Local    | Data                  |
| Recorde Mundial | Arranque  | Padrão mundial    | 135 kg |          | 1 de novembro de 2018 |
| Recorde Mundial | Arremesso | Om Yun-chol (PRK) | 162 kg | Asgabade | 2 de novembro de 2018 |
| Recorde Mundial | Total     | Padrão mundial    | 293 kg |          | 1 de novembro de 2018 |

Os seguintes novos recordes foram estabelecidos durante esta competição.
| Arremeso | 166 kg | Om Yun-chol (PRK) | Recorde mundial |
| Total    | 294 kg | Om Yun-chol (PRK) | Recorde mundial |

## Resultado
Os resultados foram os seguintes. 
| Pos.              | Atleta                     | Grupo | Arranque (kg) | Arranque (kg) | Arranque (kg) | Arranque (kg)     | Arremesso (kg) | Arremesso (kg) | Arremesso (kg) | Arremesso (kg)    | Total |
| Pos.              | Atleta                     | Grupo | 1             | 2             | 3             | Resultado         | 1              | 2              | 3              | Resultado         | Total |
| ----------------- | -------------------------- | ----- | ------------- | ------------- | ------------- | ----------------- | -------------- | -------------- | -------------- | ----------------- | ----- |
| Medalha de ouro   | Om Yun-chol (PRK)          | A     | 121           | 126           | 128           | Medalha de ouro   | 155            | 163            | 166            | Medalha de ouro   | 294   |
| Medalha de prata  | Igor Son (KAZ)             | A     | 115           | 119           | 120           | Medalha de bronze | 142            | 146            | 157            | 4                 | 266   |
| Medalha de bronze | Mansour Al-Saleem (KSA)    | A     | 118           | 118           | 121           | 6                 | 140            | 147            | 147            | Medalha de bronze | 265   |
| 4                 | Nguyễn Trần Anh Tuấn (VIE) | A     | 115           | 119           | 120           | Medalha de prata  | 142            | 143            | 147            | 7                 | 263   |
| 5                 | Arli Chontey (KAZ)         | A     | 115           | 118           | 120           | 5                 | 138            | 143            | 145            | 6                 | 263   |
| 6                 | John Ceniza (PHI)          | A     | 110           | 115           | 117           | 7                 | 145            | 148            | 148            | 5                 | 262   |
| 7                 | Hafez Ghashghaei (IRI)     | A     | 111           | 116           | 116           | 9                 | 140            | 149            | 155            | Medalha de prata  | 260   |
| 8                 | Surahmat Wijoyo (INA)      | B     | 106           | 111           | 114           | 8                 | 139            | 139            | 145            | 8                 | 250   |
| 9                 | Sergio Massidda (ITA)      | B     | 105           | 109           | 112           | 11                | 130            | 130            | 135            | 9                 | 244   |
| 10                | Dilanka Isuru Kumara (SRI) | B     | 100           | 105           | 108           | 12                | 130            | 134            | 138            | 10                | 242   |
| 11                | Daniel Lungu (MDA)         | B     | 105           | 110           | 110           | 10                | 125            | 125            | 130            | 11                | 235   |
| —                 | Lại Gia Thành (VIE)        | A     | 116           | 119           | 121           | 4                 | 141            | 141            | 142            | —                 | —     |